# Liste des planètes mineures (673001-674000)
Voici la liste des planètes mineures numérotées de 673001 à 674000. Les planètes mineures sont numérotées lorsque leur orbite est confirmée, ce qui peut parfois se produire longtemps après leur découverte. Elles sont classées ici par leur numéro.

## Planètes mineures 673001 à 674000
- (673001) 2015 AM36
- (673002) 2015 AN38
- (673003) 2015 AP38
- (673004) 2015 AA39
- (673005) 2015 AC39
- (673006) 2015 AC42
- (673007) 2015 AS42
- (673008) 2015 AW42
- (673009) 2015 AX42
- (673010) 2015 AZ42
- (673011) 2015 AR45
- (673012) 2015 AY46
- (673013) 2015 AK47
- (673014) Kósakissattila
- (673015) 2015 AS49
- (673016) 2015 AY54
- (673017) 2015 AE55
- (673018) 2015 AH55
- (673019) 2015 AG65
- (673020) 2015 AQ93
- (673021) 2015 AW94
- (673022) 2015 AA97
- (673023) 2015 AV98
- (673024) 2015 AT103
- (673025) 2015 AJ110
- (673026) 2015 AV113
- (673027) 2015 AT115
- (673028) 2015 AE128
- (673029) 2015 AA131
- (673030) 2015 AT132
- (673031) 2015 AY132
- (673032) 2015 AX136
- (673033) 2015 AD145
- (673034) 2015 AK149
- (673035) 2015 AV150
- (673036) 2015 AQ154
- (673037) 2015 AQ157
- (673038) 2015 AT159
- (673039) 2015 AB163
- (673040) 2015 AW167
- (673041) 2015 AK171
- (673042) 2015 AM172
- (673043) 2015 AE173
- (673044) 2015 AV175
- (673045) 2015 AC182
- (673046) 2015 AJ182
- (673047) 2015 AG191
- (673048) 2015 AB194
- (673049) 2015 AG195
- (673050) 2015 AQ195
- (673051) 2015 AQ200
- (673052) 2015 AL201
- (673053) 2015 AO201
- (673054) 2015 AX202
- (673055) 2015 AE203
- (673056) 2015 AL204
- (673057) 2015 AK208
- (673058) 2015 AT210
- (673059) 2015 AQ215
- (673060) 2015 AU215
- (673061) 2015 AJ216
- (673062) 2015 AA220
- (673063) 2015 AY220
- (673064) 2015 AC223
- (673065) 2015 AH224
- (673066) 2015 AO227
- (673067) 2015 AV230
- (673068) 2015 AF231
- (673069) 2015 AS233
- (673070) 2015 AF235
- (673071) 2015 AN238
- (673072) 2015 AJ240
- (673073) 2015 AD245
- (673074) 2015 AH245
- (673075) 2015 AK245
- (673076) 2015 AU250
- (673077) 2015 AT256
- (673078) 2015 AR257
- (673079) 2015 AS260
- (673080) 2015 AD262
- (673081) 2015 AB265
- (673082) 2015 AC276
- (673083) 2015 AK276
- (673084) 2015 AA280
- (673085) 2015 AO280
- (673086) 2015 AF281
- (673087) 2015 AJ281
- (673088) 2015 AL281
- (673089) 2015 AY281
- (673090) 2015 AB284
- (673091) 2015 AG284
- (673092) 2015 AD285
- (673093) 2015 AL285
- (673094) 2015 AU286
- (673095) 2015 AX286
- (673096) 2015 AR287
- (673097) 2015 AY287
- (673098) 2015 AL288
- (673099) 2015 AZ290
- (673100) 2015 AW291
- (673101) 2015 AV293
- (673102) 2015 AX293
- (673103) 2015 AE294
- (673104) 2015 AC298
- (673105) 2015 AJ299
- (673106) 2015 AL307
- (673107) 2015 BP1
- (673108) 2015 BJ4
- (673109) 2015 BC5
- (673110) 2015 BP5
- (673111) 2015 BV6
- (673112) 2015 BF7
- (673113) 2015 BP7
- (673114) 2015 BP10
- (673115) 2015 BY10
- (673116) 2015 BX11
- (673117) 2015 BG14
- (673118) 2015 BE16
- (673119) 2015 BM17
- (673120) 2015 BX17
- (673121) 2015 BY17
- (673122) 2015 BR18
- (673123) 2015 BU21
- (673124) 2015 BP24
- (673125) 2015 BY24
- (673126) 2015 BO28
- (673127) 2015 BS30
- (673128) 2015 BA35
- (673129) 2015 BJ35
- (673130) 2015 BO35
- (673131) 2015 BK42
- (673132) 2015 BP44
- (673133) 2015 BG45
- (673134) 2015 BU45
- (673135) 2015 BW47
- (673136) 2015 BA48
- (673137) 2015 BP48
- (673138) 2015 BE50
- (673139) 2015 BN53
- (673140) 2015 BF54
- (673141) 2015 BY55
- (673142) 2015 BC57
- (673143) 2015 BW60
- (673144) 2015 BW61
- (673145) 2015 BP63
- (673146) 2015 BH64
- (673147) 2015 BF65
- (673148) 2015 BV66
- (673149) 2015 BC70
- (673150) 2015 BC73
- (673151) 2015 BA74
- (673152) 2015 BG74
- (673153) 2015 BT74
- (673154) 2015 BK75
- (673155) 2015 BC76
- (673156) 2015 BJ76
- (673157) 2015 BX78
- (673158) 2015 BV81
- (673159) 2015 BY85
- (673160) 2015 BJ89
- (673161) 2015 BT91
- (673162) 2015 BR93
- (673163) 2015 BL94
- (673164) 2015 BU98
- (673165) 2015 BY99
- (673166) 2015 BN104
- (673167) 2015 BN109
- (673168) 2015 BD111
- (673169) 2015 BA112
- (673170) 2015 BZ112
- (673171) 2015 BD116
- (673172) 2015 BQ117
- (673173) 2015 BV120
- (673174) 2015 BZ120
- (673175) 2015 BS121
- (673176) 2015 BT126
- (673177) 2015 BV126
- (673178) 2015 BF127
- (673179) 2015 BG127
- (673180) 2015 BK127
- (673181) 2015 BB129
- (673182) 2015 BT134
- (673183) 2015 BZ136
- (673184) 2015 BE138
- (673185) 2015 BG138
- (673186) 2015 BP138
- (673187) 2015 BA139
- (673188) 2015 BW139
- (673189) 2015 BX139
- (673190) 2015 BB140
- (673191) 2015 BW140
- (673192) 2015 BU142
- (673193) 2015 BB143
- (673194) 2015 BV145
- (673195) 2015 BE146
- (673196) 2015 BB149
- (673197) 2015 BM150
- (673198) 2015 BH154
- (673199) 2015 BO159
- (673200) 2015 BE162
- (673201) 2015 BO166
- (673202) 2015 BP171
- (673203) 2015 BY180
- (673204) 2015 BN182
- (673205) 2015 BX184
- (673206) 2015 BU185
- (673207) 2015 BL187
- (673208) 2015 BH191
- (673209) 2015 BP192
- (673210) 2015 BT193
- (673211) 2015 BK196
- (673212) 2015 BB199
- (673213) 2015 BD202
- (673214) 2015 BK202
- (673215) 2015 BE203
- (673216) 2015 BW203
- (673217) 2015 BQ205
- (673218) 2015 BL207
- (673219) 2015 BC208
- (673220) 2015 BN209
- (673221) 2015 BN210
- (673222) 2015 BR211
- (673223) 2015 BZ211
- (673224) 2015 BC214
- (673225) 2015 BF214
- (673226) 2015 BY214
- (673227) 2015 BW215
- (673228) 2015 BC216
- (673229) 2015 BC217
- (673230) 2015 BZ220
- (673231) 2015 BJ221
- (673232) 2015 BO222
- (673233) 2015 BQ222
- (673234) 2015 BB223
- (673235) 2015 BF223
- (673236) 2015 BT223
- (673237) 2015 BX223
- (673238) 2015 BQ228
- (673239) 2015 BD232
- (673240) 2015 BA235
- (673241) 2015 BK238
- (673242) 2015 BE241
- (673243) 2015 BQ243
- (673244) 2015 BG244
- (673245) 2015 BF247
- (673246) 2015 BJ247
- (673247) 2015 BB249
- (673248) 2015 BQ249
- (673249) 2015 BT250
- (673250) 2015 BT253
- (673251) 2015 BX256
- (673252) 2015 BD257
- (673253) 2015 BG257
- (673254) 2015 BO257
- (673255) 2015 BX258
- (673256) 2015 BL263
- (673257) 2015 BZ263
- (673258) 2015 BA266
- (673259) 2015 BB266
- (673260) 2015 BG266
- (673261) 2015 BU266
- (673262) 2015 BD267
- (673263) 2015 BW267
- (673264) 2015 BQ268
- (673265) 2015 BJ270
- (673266) 2015 BL270
- (673267) 2015 BC271
- (673268) 2015 BO275
- (673269) 2015 BY276
- (673270) 2015 BJ277
- (673271) 2015 BP278
- (673272) 2015 BA279
- (673273) 2015 BB291
- (673274) 2015 BH291
- (673275) 2015 BC297
- (673276) 2015 BC298
- (673277) 2015 BO302
- (673278) 2015 BG303
- (673279) 2015 BR305
- (673280) 2015 BP307
- (673281) 2015 BF308
- (673282) 2015 BQ309
- (673283) 2015 BC310
- (673284) 2015 BT310
- (673285) 2015 BW312
- (673286) 2015 BY315
- (673287) 2015 BZ315
- (673288) 2015 BF316
- (673289) 2015 BH316
- (673290) 2015 BR320
- (673291) 2015 BX321
- (673292) 2015 BZ322
- (673293) 2015 BB324
- (673294) 2015 BA327
- (673295) 2015 BP327
- (673296) 2015 BZ327
- (673297) 2015 BA334
- (673298) 2015 BY334
- (673299) 2015 BJ335
- (673300) 2015 BD338
- (673301) 2015 BP342
- (673302) 2015 BV343
- (673303) 2015 BM347
- (673304) 2015 BB351
- (673305) 2015 BJ359
- (673306) 2015 BC378
- (673307) 2015 BH378
- (673308) 2015 BQ381
- (673309) 2015 BV383
- (673310) 2015 BL384
- (673311) 2015 BA385
- (673312) 2015 BV385
- (673313) 2015 BA389
- (673314) 2015 BK389
- (673315) 2015 BV394
- (673316) 2015 BN397
- (673317) 2015 BA401
- (673318) 2015 BO401
- (673319) 2015 BP404
- (673320) 2015 BG408
- (673321) 2015 BW410
- (673322) 2015 BT414
- (673323) 2015 BB420
- (673324) 2015 BS422
- (673325) 2015 BA425
- (673326) 2015 BB425
- (673327) 2015 BC427
- (673328) 2015 BM429
- (673329) 2015 BH430
- (673330) 2015 BO431
- (673331) 2015 BF435
- (673332) 2015 BT435
- (673333) 2015 BM436
- (673334) 2015 BN437
- (673335) 2015 BZ439
- (673336) 2015 BD440
- (673337) 2015 BW441
- (673338) 2015 BO445
- (673339) 2015 BU447
- (673340) 2015 BB448
- (673341) 2015 BO448
- (673342) 2015 BR448
- (673343) 2015 BP449
- (673344) 2015 BH451
- (673345) 2015 BK451
- (673346) 2015 BU451
- (673347) 2015 BG458
- (673348) 2015 BM459
- (673349) 2015 BU460
- (673350) 2015 BX462
- (673351) 2015 BY462
- (673352) 2015 BS463
- (673353) 2015 BR468
- (673354) 2015 BZ468
- (673355) 2015 BB476
- (673356) 2015 BH477
- (673357) 2015 BY478
- (673358) 2015 BG479
- (673359) 2015 BK479
- (673360) 2015 BH486
- (673361) 2015 BO487
- (673362) 2015 BK488
- (673363) 2015 BU494
- (673364) 2015 BU495
- (673365) 2015 BV497
- (673366) 2015 BR498
- (673367) 2015 BN502
- (673368) 2015 BH515
- (673369) 2015 BU520
- (673370) 2015 BC530
- (673371) 2015 BS532
- (673372) 2015 BO535
- (673373) 2015 BN536
- (673374) 2015 BB539
- (673375) 2015 BC539
- (673376) 2015 BP544
- (673377) 2015 BH546
- (673378) 2015 BX547
- (673379) 2015 BB550
- (673380) 2015 BP551
- (673381) 2015 BZ553
- (673382) 2015 BL556
- (673383) 2015 BR557
- (673384) 2015 BM559
- (673385) 2015 BQ559
- (673386) 2015 BT559
- (673387) 2015 BC564
- (673388) 2015 BO564
- (673389) 2015 BP565
- (673390) 2015 BK570
- (673391) 2015 BN573
- (673392) 2015 BS573
- (673393) 2015 BN574
- (673394) 2015 BG575
- (673395) 2015 BR575
- (673396) 2015 BV577
- (673397) 2015 BM580
- (673398) 2015 BA581
- (673399) 2015 BK581
- (673400) 2015 BZ584
- (673401) 2015 BZ592
- (673402) 2015 BA595
- (673403) 2015 BP598
- (673404) 2015 BS598
- (673405) 2015 BZ598
- (673406) 2015 BY599
- (673407) 2015 BF600
- (673408) 2015 BZ600
- (673409) 2015 BO601
- (673410) 2015 BQ601
- (673411) 2015 BR601
- (673412) 2015 BV601
- (673413) 2015 BW601
- (673414) 2015 BB602
- (673415) 2015 BL603
- (673416) 2015 BW603
- (673417) 2015 BR604
- (673418) 2015 BZ604
- (673419) 2015 BT612
- (673420) 2015 BS613
- (673421) 2015 BQ614
- (673422) 2015 CE
- (673423) 2015 CN2
- (673424) 2015 CU2
- (673425) 2015 CG4
- (673426) 2015 CQ4
- (673427) 2015 CM5
- (673428) 2015 CD6
- (673429) 2015 CC7
- (673430) 2015 CM7
- (673431) 2015 CL8
- (673432) 2015 CX9
- (673433) 2015 CF12
- (673434) 2015 CH16
- (673435) 2015 CZ16
- (673436) 2015 CX19
- (673437) 2015 CO20
- (673438) 2015 CP24
- (673439) 2015 CR27
- (673440) 2015 CT27
- (673441) 2015 CL28
- (673442) 2015 CL29
- (673443) 2015 CG31
- (673444) 2015 CC33
- (673445) 2015 CC37
- (673446) 2015 CS38
- (673447) 2015 CC40
- (673448) 2015 CG41
- (673449) 2015 CO41
- (673450) 2015 CX41
- (673451) 2015 CV49
- (673452) 2015 CG50
- (673453) 2015 CL53
- (673454) 2015 CO57
- (673455) 2015 CY67
- (673456) 2015 CK73
- (673457) 2015 CH74
- (673458) 2015 DO3
- (673459) 2015 DT4
- (673460) 2015 DR6
- (673461) 2015 DM9
- (673462) 2015 DL10
- (673463) 2015 DC13
- (673464) 2015 DG14
- (673465) 2015 DH18
- (673466) 2015 DL21
- (673467) 2015 DT23
- (673468) 2015 DX27
- (673469) 2015 DX31
- (673470) 2015 DR34
- (673471) 2015 DC37
- (673472) 2015 DQ43
- (673473) 2015 DN47
- (673474) 2015 DA53
- (673475) 2015 DB53
- (673476) 2015 DK54
- (673477) 2015 DH56
- (673478) 2015 DO56
- (673479) 2015 DG57
- (673480) 2015 DF59
- (673481) 2015 DU60
- (673482) 2015 DU62
- (673483) 2015 DM64
- (673484) 2015 DK65
- (673485) 2015 DB67
- (673486) 2015 DK68
- (673487) 2015 DR70
- (673488) 2015 DE75
- (673489) 2015 DB76
- (673490) 2015 DO78
- (673491) 2015 DM81
- (673492) 2015 DR83
- (673493) 2015 DC86
- (673494) 2015 DD86
- (673495) 2015 DX86
- (673496) 2015 DL91
- (673497) 2015 DR91
- (673498) 2015 DM94
- (673499) 2015 DK96
- (673500) 2015 DS97
- (673501) 2015 DZ98
- (673502) 2015 DM99
- (673503) 2015 DE101
- (673504) 2015 DE102
- (673505) 2015 DU103
- (673506) 2015 DV106
- (673507) 2015 DW107
- (673508) 2015 DA110
- (673509) 2015 DF110
- (673510) 2015 DN110
- (673511) 2015 DY110
- (673512) 2015 DN112
- (673513) 2015 DE114
- (673514) 2015 DT114
- (673515) 2015 DE115
- (673516) 2015 DY119
- (673517) 2015 DN121
- (673518) 2015 DG123
- (673519) 2015 DK133
- (673520) 2015 DO133
- (673521) 2015 DZ136
- (673522) 2015 DD137
- (673523) 2015 DL137
- (673524) 2015 DL138
- (673525) 2015 DU141
- (673526) 2015 DJ142
- (673527) 2015 DV142
- (673528) 2015 DM148
- (673529) 2015 DY150
- (673530) 2015 DG151
- (673531) 2015 DS151
- (673532) 2015 DT151
- (673533) 2015 DG153
- (673534) 2015 DD154
- (673535) 2015 DO154
- (673536) 2015 DW155
- (673537) 2015 DK157
- (673538) 2015 DS157
- (673539) 2015 DK163
- (673540) 2015 DU168
- (673541) 2015 DV168
- (673542) 2015 DX168
- (673543) 2015 DO170
- (673544) 2015 DW170
- (673545) 2015 DC172
- (673546) 2015 DS172
- (673547) 2015 DY174
- (673548) 2015 DN176
- (673549) 2015 DR177
- (673550) 2015 DN180
- (673551) 2015 DU181
- (673552) 2015 DW181
- (673553) 2015 DN182
- (673554) 2015 DQ182
- (673555) 2015 DD183
- (673556) 2015 DK183
- (673557) 2015 DQ183
- (673558) 2015 DC185
- (673559) 2015 DK188
- (673560) 2015 DH191
- (673561) 2015 DT192
- (673562) 2015 DX192
- (673563) 2015 DC193
- (673564) 2015 DW195
- (673565) 2015 DY197
- (673566) 2015 DE200
- (673567) 2015 DV200
- (673568) 2015 DS202
- (673569) 2015 DM203
- (673570) 2015 DJ205
- (673571) 2015 DB206
- (673572) 2015 DE207
- (673573) 2015 DV207
- (673574) 2015 DJ209
- (673575) 2015 DB214
- (673576) 2015 DH222
- (673577) 2015 DR222
- (673578) 2015 DY222
- (673579) 2015 DB224
- (673580) 2015 DR227
- (673581) 2015 DD232
- (673582) 2015 DE232
- (673583) 2015 DX237
- (673584) 2015 DR238
- (673585) 2015 DC240
- (673586) 2015 DV241
- (673587) 2015 DA244
- (673588) 2015 DB248
- (673589) 2015 DX248
- (673590) 2015 DK251
- (673591) 2015 DO251
- (673592) 2015 DE252
- (673593) 2015 DQ256
- (673594) 2015 DS257
- (673595) 2015 DZ266
- (673596) 2015 DC267
- (673597) 2015 DW267
- (673598) 2015 DM268
- (673599) 2015 DV268
- (673600) 2015 DM270
- (673601) 2015 DN270
- (673602) 2015 DT270
- (673603) 2015 DU270
- (673604) 2015 DZ276
- (673605) 2015 DM277
- (673606) 2015 DO280
- (673607) 2015 DQ280
- (673608) 2015 DH281
- (673609) 2015 DX295
- (673610) 2015 DS297
- (673611) 2015 DQ304
- (673612) 2015 DY306
- (673613) 2015 ED
- (673614) 2015 EE2
- (673615) 2015 EF3
- (673616) 2015 EM3
- (673617) 2015 EL4
- (673618) 2015 EP4
- (673619) 2015 EL5
- (673620) 2015 EO5
- (673621) 2015 EQ5
- (673622) 2015 EP6
- (673623) 2015 EW7
- (673624) 2015 ED13
- (673625) 2015 EV13
- (673626) 2015 EM15
- (673627) 2015 EU15
- (673628) 2015 EG16
- (673629) 2015 EH17
- (673630) 2015 EX19
- (673631) 2015 EL25
- (673632) 2015 EB26
- (673633) 2015 EM26
- (673634) 2015 ED29
- (673635) 2015 EJ34
- (673636) 2015 EN36
- (673637) 2015 EO36
- (673638) 2015 EE38
- (673639) 2015 ES40
- (673640) 2015 EE41
- (673641) 2015 ED44
- (673642) 2015 EM49
- (673643) 2015 EQ49
- (673644) 2015 EZ50
- (673645) 2015 EK54
- (673646) 2015 EX58
- (673647) 2015 EC60
- (673648) 2015 EX63
- (673649) 2015 EW64
- (673650) 2015 EX65
- (673651) 2015 EB67
- (673652) 2015 ER67
- (673653) 2015 EG70
- (673654) 2015 ET73
- (673655) 2015 EZ73
- (673656) 2015 EE74
- (673657) 2015 EU74
- (673658) 2015 EX74
- (673659) 2015 EV75
- (673660) 2015 ED76
- (673661) 2015 EO77
- (673662) 2015 FR3
- (673663) 2015 FC10
- (673664) 2015 FL10
- (673665) 2015 FP14
- (673666) 2015 FX19
- (673667) 2015 FX20
- (673668) 2015 FX23
- (673669) 2015 FA24
- (673670) 2015 FN24
- (673671) 2015 FD27
- (673672) 2015 FT28
- (673673) 2015 FC31
- (673674) 2015 FD31
- (673675) 2015 FM34
- (673676) 2015 FQ34
- (673677) 2015 FF37
- (673678) 2015 FN37
- (673679) 2015 FT37
- (673680) 2015 FL44
- (673681) 2015 FE45
- (673682) 2015 FJ46
- (673683) 2015 FR51
- (673684) 2015 FC55
- (673685) 2015 FG55
- (673686) 2015 FR55
- (673687) 2015 FQ58
- (673688) 2015 FR59
- (673689) 2015 FH61
- (673690) 2015 FG64
- (673691) 2015 FB65
- (673692) 2015 FB67
- (673693) 2015 FJ68
- (673694) 2015 FJ73
- (673695) 2015 FY77
- (673696) 2015 FN79
- (673697) 2015 FR79
- (673698) 2015 FJ88
- (673699) 2015 FF91
- (673700) 2015 FL91
- (673701) 2015 FE99
- (673702) 2015 FR99
- (673703) 2015 FQ100
- (673704) 2015 FH103
- (673705) 2015 FJ105
- (673706) 2015 FK105
- (673707) 2015 FL105
- (673708) 2015 FV106
- (673709) 2015 FG107
- (673710) 2015 FD112
- (673711) 2015 FP113
- (673712) 2015 FK117
- (673713) 2015 FQ117
- (673714) 2015 FZ120
- (673715) 2015 FY121
- (673716) 2015 FY122
- (673717) 2015 FU125
- (673718) 2015 FZ125
- (673719) 2015 FJ129
- (673720) 2015 FA131
- (673721) 2015 FP131
- (673722) 2015 FN133
- (673723) 2015 FA144
- (673724) 2015 FD146
- (673725) 2015 FB148
- (673726) 2015 FW154
- (673727) 2015 FE157
- (673728) 2015 FZ158
- (673729) 2015 FZ159
- (673730) 2015 FG160
- (673731) 2015 FF166
- (673732) 2015 FJ166
- (673733) 2015 FJ168
- (673734) 2015 FE169
- (673735) 2015 FU174
- (673736) Sanhueza
- (673737) 2015 FJ182
- (673738) 2015 FV183
- (673739) 2015 FX183
- (673740) 2015 FH188
- (673741) 2015 FW189
- (673742) 2015 FZ193
- (673743) 2015 FV194
- (673744) 2015 FF195
- (673745) 2015 FV197
- (673746) 2015 FT200
- (673747) 2015 FB206
- (673748) 2015 FJ206
- (673749) 2015 FM208
- (673750) 2015 FQ210
- (673751) 2015 FQ211
- (673752) 2015 FO212
- (673753) 2015 FH213
- (673754) 2015 FN214
- (673755) 2015 FQ216
- (673756) 2015 FS219
- (673757) 2015 FK220
- (673758) 2015 FZ221
- (673759) 2015 FG222
- (673760) 2015 FO223
- (673761) 2015 FP223
- (673762) 2015 FG225
- (673763) 2015 FR227
- (673764) 2015 FC228
- (673765) 2015 FC229
- (673766) 2015 FD230
- (673767) 2015 FE232
- (673768) 2015 FG234
- (673769) 2015 FU234
- (673770) 2015 FN239
- (673771) 2015 FB240
- (673772) 2015 FX240
- (673773) 2015 FR243
- (673774) 2015 FY245
- (673775) 2015 FG246
- (673776) 2015 FA247
- (673777) 2015 FW247
- (673778) 2015 FQ249
- (673779) 2015 FJ250
- (673780) 2015 FN250
- (673781) 2015 FZ251
- (673782) 2015 FV257
- (673783) 2015 FF258
- (673784) 2015 FW259
- (673785) 2015 FQ260
- (673786) 2015 FM261
- (673787) 2015 FT262
- (673788) 2015 FL264
- (673789) 2015 FE265
- (673790) 2015 FN273
- (673791) 2015 FB274
- (673792) 2015 FP274
- (673793) 2015 FW276
- (673794) 2015 FT280
- (673795) 2015 FS281
- (673796) 2015 FP282
- (673797) 2015 FT285
- (673798) 2015 FN286
- (673799) 2015 FW286
- (673800) 2015 FL288
- (673801) 2015 FV290
- (673802) 2015 FO291
- (673803) 2015 FX291
- (673804) 2015 FP293
- (673805) 2015 FT293
- (673806) 2015 FS294
- (673807) 2015 FM296
- (673808) 2015 FT296
- (673809) 2015 FU296
- (673810) 2015 FX296
- (673811) 2015 FQ298
- (673812) 2015 FX298
- (673813) 2015 FE301
- (673814) 2015 FR303
- (673815) 2015 FT303
- (673816) 2015 FT305
- (673817) 2015 FU306
- (673818) 2015 FX308
- (673819) 2015 FQ310
- (673820) 2015 FO312
- (673821) 2015 FA315
- (673822) 2015 FS318
- (673823) 2015 FL321
- (673824) 2015 FR323
- (673825) 2015 FU325
- (673826) 2015 FU326
- (673827) 2015 FW326
- (673828) 2015 FS327
- (673829) 2015 FR329
- (673830) 2015 FV331
- (673831) 2015 FX332
- (673832) 2015 FB335
- (673833) 2015 FQ335
- (673834) 2015 FW336
- (673835) 2015 FJ338
- (673836) 2015 FZ341
- (673837) 2015 FT342
- (673838) 2015 FG343
- (673839) 2015 FL344
- (673840) 2015 FK346
- (673841) 2015 FT347
- (673842) 2015 FH348
- (673843) 2015 FH350
- (673844) 2015 FD353
- (673845) 2015 FC358
- (673846) 2015 FK358
- (673847) 2015 FM360
- (673848) 2015 FR360
- (673849) 2015 FK362
- (673850) 2015 FC370
- (673851) 2015 FE373
- (673852) 2015 FL373
- (673853) 2015 FN373
- (673854) 2015 FX373
- (673855) 2015 FR376
- (673856) 2015 FW380
- (673857) 2015 FQ383
- (673858) 2015 FL385
- (673859) 2015 FG390
- (673860) 2015 FO390
- (673861) 2015 FW393
- (673862) 2015 FE396
- (673863) 2015 FQ404
- (673864) 2015 FQ406
- (673865) 2015 FE408
- (673866) 2015 FR408
- (673867) 2015 FX410
- (673868) 2015 FQ415
- (673869) 2015 FM416
- (673870) 2015 FL417
- (673871) 2015 FB421
- (673872) 2015 FF422
- (673873) 2015 FF423
- (673874) 2015 FK425
- (673875) 2015 FR427
- (673876) 2015 FW433
- (673877) 2015 FE436
- (673878) 2015 FG436
- (673879) 2015 FO442
- (673880) 2015 FT448
- (673881) 2015 FH453
- (673882) 2015 FX459
- (673883) 2015 FH465
- (673884) 2015 GV1
- (673885) 2015 GB2
- (673886) 2015 GV2
- (673887) 2015 GR3
- (673888) 2015 GB5
- (673889) 2015 GE5
- (673890) 2015 GY7
- (673891) 2015 GC10
- (673892) 2015 GM10
- (673893) 2015 GO16
- (673894) 2015 GG19
- (673895) 2015 GN19
- (673896) 2015 GQ19
- (673897) 2015 GC23
- (673898) 2015 GF23
- (673899) 2015 GK26
- (673900) 2015 GB27
- (673901) 2015 GV27
- (673902) 2015 GE28
- (673903) 2015 GX31
- (673904) 2015 GZ33
- (673905) 2015 GR34
- (673906) 2015 GT34
- (673907) 2015 GX34
- (673908) 2015 GJ44
- (673909) 2015 GN47
- (673910) 2015 GU52
- (673911) 2015 GG53
- (673912) 2015 GZ59
- (673913) 2015 GF63
- (673914) 2015 GU64
- (673915) 2015 HC
- (673916) 2015 HF2
- (673917) 2015 HL2
- (673918) 2015 HH4
- (673919) 2015 HE7
- (673920) 2015 HK7
- (673921) 2015 HR7
- (673922) 2015 HF15
- (673923) 2015 HP18
- (673924) 2015 HR19
- (673925) 2015 HD22
- (673926) 2015 HE22
- (673927) 2015 HS23
- (673928) 2015 HR25
- (673929) 2015 HW25
- (673930) 2015 HB26
- (673931) 2015 HA27
- (673932) 2015 HC28
- (673933) 2015 HO28
- (673934) 2015 HS28
- (673935) 2015 HF29
- (673936) 2015 HE31
- (673937) 2015 HS34
- (673938) 2015 HY35
- (673939) 2015 HF36
- (673940) 2015 HE43
- (673941) 2015 HH46
- (673942) 2015 HX47
- (673943) 2015 HZ47
- (673944) 2015 HT49
- (673945) 2015 HF51
- (673946) 2015 HR51
- (673947) 2015 HH53
- (673948) 2015 HW54
- (673949) 2015 HE58
- (673950) 2015 HO58
- (673951) 2015 HW58
- (673952) 2015 HY58
- (673953) 2015 HZ58
- (673954) 2015 HN61
- (673955) 2015 HH62
- (673956) 2015 HK65
- (673957) 2015 HY65
- (673958) 2015 HH67
- (673959) 2015 HU70
- (673960) 2015 HL71
- (673961) 2015 HZ74
- (673962) 2015 HR77
- (673963) 2015 HE80
- (673964) 2015 HT88
- (673965) 2015 HB92
- (673966) 2015 HS92
- (673967) 2015 HE93
- (673968) 2015 HH96
- (673969) 2015 HL96
- (673970) 2015 HB97
- (673971) 2015 HA101
- (673972) 2015 HZ102
- (673973) 2015 HG103
- (673974) 2015 HX103
- (673975) 2015 HQ104
- (673976) 2015 HK106
- (673977) 2015 HT111
- (673978) 2015 HH112
- (673979) 2015 HX117
- (673980) 2015 HM122
- (673981) 2015 HH125
- (673982) 2015 HC129
- (673983) 2015 HY131
- (673984) 2015 HG132
- (673985) 2015 HT135
- (673986) 2015 HK136
- (673987) 2015 HN138
- (673988) 2015 HZ139
- (673989) 2015 HV143
- (673990) 2015 HA146
- (673991) 2015 HL146
- (673992) 2015 HQ152
- (673993) 2015 HH154
- (673994) 2015 HQ155
- (673995) 2015 HK156
- (673996) 2015 HD157
- (673997) 2015 HM159
- (673998) 2015 HJ163
- (673999) 2015 HO166
- (674000) 2015 HR169